# Нижнечиркина
Нижнечиркина — деревня в Зиминском районе Иркутской области России. Входит в состав Ухтуйского муниципального образования. 

## География
Находится примерно в 6 км к востоку от районного центра.

## Население
| 2002 | 2010 | 2011 | 2012 |
| ---- | ---- | ---- | ---- |
| 53   | ↗61  | →61  | ↗65  |

Гендерный состав
По данным Всероссийской переписи, в 2010 году в деревне проживал 61 человек (31 мужчина и 30 женщин).